# Planetary Fourier Spectrometer
El Planetary Fourier Spectrometer (PFS) és un espectròmetre d'infraroig fabricat per l'Istituto Nazionale di Astrofisica (Institut Nacional Italià d'Astrofísica) juntament amb el Istituto di Fisica dello spazio Interplanetario i el Consiglio Nazionale delle Ricerche (Consell Nacional Italià de la Recerca). L'instrument és actualment utilitzat per l'Agència Espacial Europea tant en la missió Mars Express com la Venus Express. Consisteix en quatre unitats que en conjunt pesen al voltant de 31,4 kg, incloent un dispositiu apuntador, una font d'alimentació, una unitat de control, i un interferòmetre amb electrònica. L'objectiu principal de l'instrument és estudiar la composició química de l'atmosfera d'un planeta a través de la radiació infraroja que es reflecteix i emet pel planeta.
En el març del 2004, el Professor Vittorio Formisano, l'investigador a càrrec de la Mars Express Planetary Fourier Spectrometer, va anunciar el descobriment de metà en l'atmosfera marciana. No obstant això, el metà no pot romandre en l'atmosfera marciana durant més d'uns pocs centenars d'anys, ja que pot ser degradat per la llum solar. Per tant, aquest descobriment suggereix que el metà està sent contínuament reposat per alguns processos geològics i volcànics no identificats, o que algun tipus de forma de vida extremòfila semblant a l'existent a la Terra està metabolitzant el diòxid de carboni i l'hidrogen i produint metà. En el juliol del 2004, els rumors van començar a circular que Formisano anunciaria el descobriment d'amoníac en una propera conferència. Més tard es va saber que no s'havia trobat res d'això; de fet, alguns van observar que el PFS no era prou precís per distingir l'amoníac del diòxid de carboni.